# ラブミサ
ラブミサ（Lavumisa）は、エスワティニ王国の都市。人口は1117人程度(1997年)である。

## 地理
エスワティニ王国南部に位置し、シセルウェニ地方に属する。スワジランドのほぼ南端に位置し、南アフリカのゴレラの町と国境を挟んで接しており、国境越え地点となっている。

## 交通
エスワティニ王国のMR8道が南アフリカへと通じている。また、国土北端のジャネイニからエスワティニ東部を縦断する鉄道が通じており、ラブミサで再び南アフリカへと抜ける。この鉄道は南アフリカ北部から主要輸出港であるダーバン港への短絡線となっている。